# Hypothetischer Imperativ
Ein hypothetischer Imperativ hat die Form „Wenn du x willst, dann tue y“. Nach einigen Moraltheorien haben moralische Forderungen grundsätzlich diese Struktur. Auf y verpflichtet ist daher nur derjenige, welcher faktisch auch x will. Eine Gegenthese dazu besagt, dass moralisches Sollen im eigentlichen Sinne nicht nur relativ zu bestimmten Interessen bestehe, sondern grundsätzlich für jeden und unbedingt, d. h. kategorisch gelte (siehe Kategorischer Imperativ).

## Begriffsgeschichte
Für einige traditionelle fundamentalethische Ansätze, wie man sie vielen Scholastikern zuschreiben kann, gründet die Universalität moralischer Pflichten dagegen im Verstand und Willen des ersten Seienden. Durch objektive Sachzwänge (inclinatio naturae, lex aeterna) ist das Erreichen bestimmter Ziele mit Voraussetzungen verbunden (virtus naturae, inclinatio naturae, lex aeterna). Diese bringen ein Sollen hervor, falls ein Ziel angestrebt wird. Das Anstreben des Zieles ist gleichwohl hypothetisch, und deshalb auch der Imperativ. 
Nach Thomas von Aquin werden alle konkreten Ziele vom Menschen selbst bestimmt. Einzig das allgemeine Ziel des Menschen (Streben nach objektiver, geistiger Glückseligkeit) kommt ihm wesentlich und damit notwendig zu. Worin es sich konkret ausgestaltet, wird vom Menschen aber weitgehend selbst bestimmt. So finden nicht alle Menschen, dass Gott das letzte Ziel ist. Glückseligkeit wird dabei nicht egoistisch, sondern als ein objektiver Zustand der sittlichen Ordnung verstanden. Mit diesem Ziel sind Güter wie Gott, die Gerechtigkeit und die vollkommene Betätigung der Seelenkräfte innerlich verbunden.
Durch den Sollensanspruch hinsichtlich des letzten Zieles wird aus dem Guten (bonum) eine Pflicht (ein rectum). Das bonum ist durch die sittliche Vernunft (orthos logos, recta ratio) bestimmt, während das rectum eine Pflicht (bonum debitum) ist und somit darüber hinausgeht. Da das rectum aber letztlich aus dem Sollensanspruch hinsichtlich des letzten Zieles hervorgeht, muss jedes rectum auch der sittlichen Vernunft konform sein. In analoger Weise wird durch den Sollensanspruch hinsichtlich des letzten Zieles auch aus dem malum ein peccatum.
Der Ausdruck „hypothetischer Imperativ“ stammt von Immanuel Kant. Er hält dem entgegen, dass moralische Forderungen unbedingt und kategorisch gelten, nicht nur unter Voraussetzung bestimmter Präferenzen oder Ziele. Die Universalität ethischer Pflichten rührt dabei vom menschlichen Subjekt. Als hypothetische Imperative und „bloße Vorschriften der Geschicklichkeit“ bestimmt Kant handlungsleitende Regeln, die eine „objective Nötigung der Handlung“ zum Ausdruck bringen (d. h. die  Handlung muss, wenn sie ihren Zweck erreichen soll, aufgrund außerhalb des Subjekts liegender Faktoren, dieser Regel folgen) und die „die Bedingungen der Causalität des vernünftigen Wesens, als wirkender Ursache, bloß in Ansehung der Wirkung und Zulänglichkeit zu derselben“ bestimmen.Immanuel Kant: AA V, 20 Durch diese Kriterien unterscheiden sie sich von bloß subjektiven Maximen und von Bestimmungen des Willens selbst, wie sie sich in kategorischen Imperativen ausdrücken.

## Diskussion
Die Verteidiger kategorischer Imperative werfen Ethikern, welche moralische Forderungen als hypothetische Imperative verstehen, vor, dass Sittenforderungen absolut gelten und dies nicht angemessen eingefangen werde, wenn moralische Forderungen auf bestimmte Ziele relativiert werden.
Umgekehrt erscheint z. B. aus tugendethischer Perspektive der Anspruch kategorischer Imperative zu unvermittelt, beispielsweise mit Gesichtspunkten der Persönlichkeitsentwicklung.